# Bobby Lynch
Bobby Lynch, född 18 mars 1935, död 2 oktober 1982, var en irländsk sångare och gitarrist från Dublin. Han slog först igenom som medlem i The Dubliners 1964, men lämnade gruppen året efter för att satsa på en solokarriär i USA.
Lynch kom med i Dubliners samtidigt som John Sheahan då de skulle medverka som gästartister, men togs snart med i gruppen, då Luke Kelly hoppade av för att arbeta i England. Lynch spelade gitarr och sjöng. 
Han hade också vissa framgångar som soloartist i USA efter att han lämnat gruppen. Bland annat gav han ut ett soloalbum 1980, From The Land of Carolan.
Lynch hade en svår depression under sitt sista år och 1982 begick han självmord. Han har trots sin korta tid i gruppen blivit sedd som en av de betydande medlemmarna.